# Diarra Traoré
Pour les articles homonymes, voir Traoré.
Diarra Traoré (), né en 1935 et mort en 1985, est un militaire et homme d'État guinéen.

## Biographie
Après la mort d'Ahmed Sékou Touré le 26 mars 1984, le colonel Diarra Traoré participe au coup d'État du 3 avril 1984, qui évince le président de transition Louis Lansana Beavogui et porte le Comité militaire de redressement national au pouvoir. Deux jours plus tard, il est nommé Premier ministre, alors que Lansana Conté, leader du CMRN, devient président de la République.
Il est démis de ses fonctions par ce dernier le 18 décembre 1984, et son poste est aboli.
Le 4 juillet 1985, Diarra Traoré tente de s'emparer du pouvoir alors que le président Conté assiste au sommet de la Communauté économique des États de l'Afrique de l'Ouest, au Togo. Néanmoins, le peuple et les troupes fidèles à Conté lui témoignent un réel soutien par l’écrasement spontané de la rébellion. Au total, 18 personnes perdent la vie et une centaine de militaires, y compris Traoré, sont par la suite exécutés pour leur implication dans l’insurrection.